# فانيان
فانيان Edmond Fagnan (1846 - 1931 م) هو مستشرق فرنسي.
أهم آثاره ترجمته لكتب عربية، منها «الأحكام السلطانية» للماوردي و «تاريخ المغرب» لابن عذارى المراكشي و «رسالة» لابن أبي زيد القيرواني.